# Clari

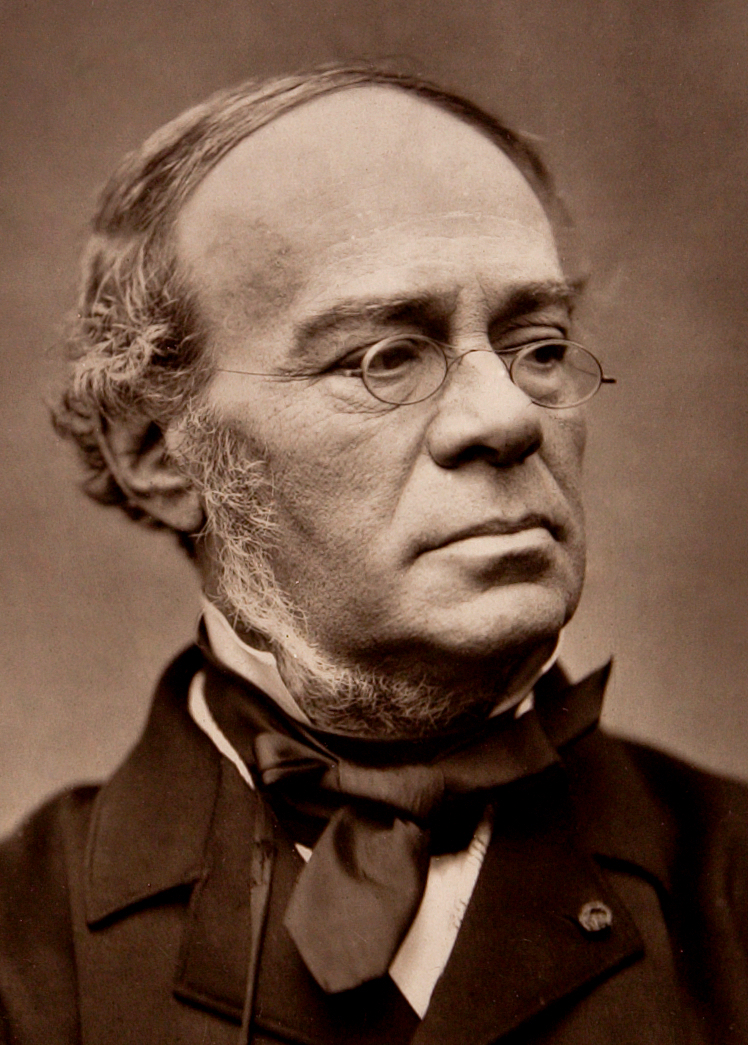
Fromental Halévy

Clari is an opera semiseria i tre akter med musik av Jacques Fromental Halévy och libretto av Pietro Giannone. 

## Historia
Operan hade premiär på Théâtre-Italien i Paris den 19 december 1828.
Clari byggde på en populär novell som redan 1823 hade tonsatts av Henry Rowley Bishop i London (Clari, or the Maid of Milan – den innehöll vad som skulle komma att bli Bishops mest berömda song, Home! Sweet Home!). Det hade även gjorts en 'balett-pantomim' av historien, Clari ou la promesse de mariage i tre akter med musik av Rodolphe Kreutzer på Parisoperan 1820.

## Kompositionshistorik
Halévy var chef de chant (sångcoach) på Théâtre-Italien när han skrev operan (hans första på italienska). Claris entréaria i akt I, Come dolce a me favelli hade han komponerat i Italien fem år tidigare som en del av åtagandet som pristagare av Prix de Rome.
Trots att Halévy lyckades engagera Maria Malibran för titelrollen gjorde operan fiasko och spelades endast sex gånger. Fromentals broder Ludovic refererar i sin biografi över brodern att Malibrans framställning var 'så rörande och dramatisk'. Ytterligare några föreställningar gavs i en reviderad version 1830.

## Uppförandehistorik
Operan låg bortglömd i nästan 180 år. År 2008 sjöng Cecilia Bartoli rollen som Clari i en produktion som gavs av Opernhaus Zürich till 100-årsminnet av Malibrans födelse.

## Personer
| Roller                           | Stämma | Premiärbesättning den 19 december 1828 (Dirigent: - ) |
| -------------------------------- | ------ | ----------------------------------------------------- |
| Clari                            | sopran | Maria Malibran                                        |
| Il Duca, hertigen                | tenor  | Domenico Donzelli                                     |
| Bettina en husa                  |        |                                                       |
| Germano, hertigens tjänare       | bas    | Carlo Zucchelli                                       |
| Luca, en tjänare                 |        |                                                       |
| Alberto, Claris fader            |        |                                                       |
| Simonetta, Claris moder          |        |                                                       |
| Tjänare, bybor, hertigens gäster |        |                                                       |

## Handling
Flickan Clari attraherar hertigen som installerar henne i sitt slott som hans 'kusin'. Hans avsikt är dock inte äktenskap. När Clari inser detta flyr hon hem där hennes fader bannar henne för att ha dragit vanära över familjen. Hertigen inser att han älskar henne och övertalar henne att återvända.